# Zethus longistylus
Zethus longistylus är en stekelart som beskrevs av Edoardo Zavattari 1913.
Zethus longistylus ingår i släktet Zethus och familjen Eumenidae. Inga underarter finns listade i Catalogue of Life.